# Nicéforo Briênio (usurpador)
Nicéforo Briênio (português brasileiro) ou Nicéforo Briénio (português europeu) (em grego: ; em latim: Nicephorus Bryennius), dito "o Velho" para diferenciá-lo de seu filho (ou neto), foi um general bizantino que tentou se estabelecer como imperador bizantino no final do século XI. Seus contemporâneos o consideravam como o melhor estrategista militar do império Briênio teve pelo menos um filho. Não é claro se o general e o historiador Nicéforo Briênio, que era casado com a filha do imperador Aleixo I Comneno, Ana Comnena, era seu filho ou seu neto.

## Biografia

### Primeiros anos
Nicéforo conseguiu subir consistentemente nos escalões militares, a ponto de lhe ser dado um importante comando por Romano IV Diógenes na Batalha de Manzicerta em 1071. Comandando a ala esquerda das forças bizantinas, foi um dos pouquíssimos generais que tiveram bom desempenho na batalha.
Em 1072-1073, serviu como duque do Tema da Bulgária, onde conseguiu restabelecer a ordem após uma série de revoltas e foi, depois, elevado à importante posição de duque de Dirráquio. Por volta de 1077, Nicéforo, agora já não mais governador, se desencantou com o imperador Miguel VII Ducas por causa de seu tratado como os turcos seljúcidas no qual grandes porções de terra na Anatólia foram entregues a eles e decidiu que Miguel era um governante inepto e incapaz. A fraqueza do imperador, a avareza de seus principais ministros e a descoberta de que o principal ministro de Miguel, Niceforitzes, o havia marcado para morrer encorajaram-no a tentar tomar para si o trono.

### Rebelião e últimos anos
Reunindo um exército de trácios, búlgaros, greco-macedônios, eslavos, italianos, francos, uzes e gregos, em novembro de 1077 suas forças alcançaram as muralhas de Constantinopla. Sem se preocupar com os habitantes, permitiu que suas tropas saqueassem e queimassem os subúrbios da cidade, uma decisão que provocou tamanha resistência às suas reivindicações que ele acabou sendo forçado pelo detestado Miguel a levantar o cerco e se retirar para a Trácia, usando como desculpa uma incursão dos pechenegues na região.
Esta falta de apoio político permitiu que Nicéforo III Botaniates se tornasse o imperador. Ele logo ofereceu a Briênio o título de césar se se submetesse, algo que Briênio se recusou a fazer. Botaniates então enviou o jovem Aleixo I Comneno contra ele com um exército composto de cristãos asiáticos, francos e uma cavalaria turca. Apesar de ter um exército significativamente superior, na Batalha de Calávrita, perto do rio Halmiro, Briênio foi derrotado, capturado e, posteriormente, cegado. Como ele não representava mais uma ameaça, Nicéforo III permitiu-lhe que mantivesse suas propriedades e terras, além de conceder-lhe mais honras. Briênio aparentemente se retirou para Adrianópolis, onde, apesar de sua cegueira, liderou a defesa da cidade contra um ataque cumano em 1094/1095 e, em 1094, contra uma rebelião de um pretendente ao trono que alegava ser Constantino Diógenes, o filho de Romano IV Diógenes que morrera em 1073.